# هالینا کروک
هالینا کروک (اوکراینی: Гали́на Григо́рівна Крук؛ زادهٔ ۳۰ نوامبر ۱۹۷۴) مترجم، شاعر، متخصص ادبیات، استاد دانشگاه، نویسنده، و نویسنده کودکان اهل اوکراین است.